# Zoja Spasowchodska
Zoja Fiodorowna Spasowchodska z domu Bajkałowa (ros. Зоя Федоровна Спасовходская, род. Байкалова, ur. 31 marca 1949 w miejscowości Szatrowo w obwodzie kurgańskim) – radziecka lekkoatletka, wieloboistka, medalistka mistrzostw Europy w 1974.
Zdobyła brązowy medal w pięcioboju na mistrzostwach Europy w 1974 w Rzymie, przegrywając jedyni ze swą koleżanką z reprezentacji Związku Radzieckiego Nadieżdą Tkaczenko i Burglinde Pollak z Niemieckiej Republiki Demokratycznej.
Zajęła indywidualnie 2. miejsce w pucharze Europy w wielobojach w 1977 w Lille (Związek Radziecki zwyciężył w klasyfikacji drużynowej pięcioboju).
Był wicemistrzynią Związku Radzieckiego w pięcioboju w 1976 i halową wicemistrzynią w trójboju również w 1976
Rekordy życiowe Spasowchodskiej:
- pięciobój – 4628 pkt (1974)[1]
- siedmiobój – 6049 pkt (13 lipca 1980, Piatigorsk)[4]

Jej syn Igor Spasowchodski był znanym lekkoatletą, trójskoczkiem, medalistą mistrzostw świata i halowym mistrzem Europy.